# Доисторическая Британия
Доисторическая Британия — период между появлением первых людей на Британских островах и началом письменной истории будущих Великобритании и Ирландии. Период до заселения территории островов родом Homo является частью геологии Британских островов. Традиционно началом истории Англии считается 43 г. н. э., то есть римское завоевание Британии, хотя имеются немногочисленные исторические сведения, предшествующие данному периоду.
Доисторический период обычно разделяют хронологически на разные периоды, основываясь на использовании инструментов из камня, бронзы или железа, а также на изменениях в сфере культуры и изменениях климата, однако границы данных периодов довольно условны, и переход от периода к периоду происходил постепенно. Датировка периодов в Британии, как правило, отличается от датировки аналогичных периодов континентальной Европы.

## Предисловие

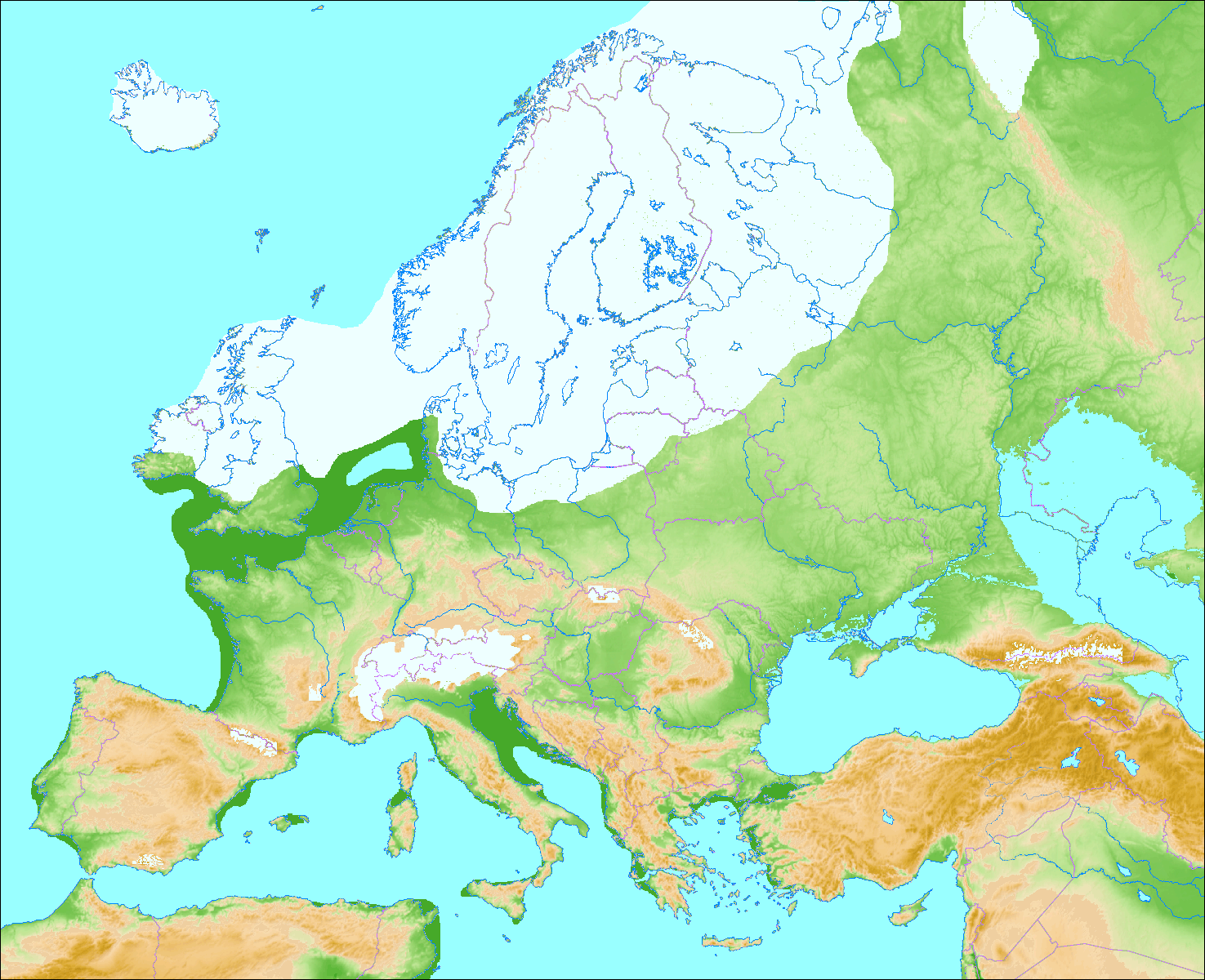
Последняя ледниковая эпоха в Европе 20 тысяч лет назад

Англия была заселена представителями рода Homo сотни тысяч лет, а Homo sapiens в течение десятков тысяч лет. Анализ ДНК показал, что современный человек прибыл на Британские острова до начала последнего ледникового периода, но отступил в Южную Европу, когда большая часть Англии была покрыта ледником, а остальная часть — тундрой. К тому времени уровень моря был примерно на 127 м ниже нынешнего, поэтому существовал сухопутный мост между Британскими островами и континентальной Европой — Доггерленд. С окончанием последнего ледникового периода (около 9500 лет назад) территория Ирландии отделилась от Англии, а позже (около 6500 г. до н. э.), Англия оказалась отрезана от остальной Европы.
После 12 000 г. до н. э., согласно археологическим находкам, Британские острова были вновь заселены. Около 4000 лет до н. э. остров был заселён людьми неолитической культуры. В связи с отсутствием письменных свидетельств до-римской эпохи события со времён неолита и до прибытия римлян реконструируются исключительно по археологическим находкам. С конца XX века растёт количество информации, основанной на генетическом материале. Существует также небольшое количество топонимических данных о кельтском и докельтском населении Британии.
Первыми значительными письменными сведениями о Британии и её обитателях была информация греческого мореплавателя Пифея, который исследовал прибрежные районы Британии около 325 до н. э. Также некоторые свидетельства даёт «Ora Maritima». Древние британцы имели торговые и культурные связи с континентальной Европой со времён неолита. Прежде всего они экспортировали олово, которое имелось на островах в избытке. Юлий Цезарь пишет о Британии около 50 года до н. э.
Расположенная на периферии Европы, Британия получала иностранные технологические и культурные достижения гораздо позже, чем континентальные районы доисторического периода. История древней Англии традиционно рассматривается как последовательные волны переселенцев с континента, приносящие с собой новую культуру и технологии. Более поздние археологические теории ставят под сомнение эти миграции и обращают внимание на более сложные отношения между Британией и континентальной Европой, вроде культурных изменений без завоевания.

## Палеолит
В период палеолита происходит наиболее раннее известное заселение Британии человеком. За этот огромный период времени произошло много изменений в окружающей среде, охватывающих несколько ледниковых и межледниковых периодов, что серьёзно сказалось на среде обитания человека. Информация об этом периоде является весьма противоречивой. Жители региона того времени были охотниками-собирателями и рыбаками.
Анализ митохондриальной ДНК (мтДНК) показывает, что 21 % материнской линии жителей современной Великобритании пришло в предыдущий ледниковый период, и 51 % — в конце верхнего палеолита.
Исследования Y-хромосомы показали резкое изменение генотипа мужского населения (50—100 %) за последние 2500 лет, состоявшееся, скорее всего, во время англо-саксонского вторжения. Это показано в работах за 2002 год «Y-хромосомы как доказательство англо-саксонской массовой миграции» и за 2005 «Место басков в разнообразии Y-хромосомного ландшафта в Европе» ", которые доказали, что только в Уэльсе сохранилось существенное количество населения с до-англо-саксонской Y-хромосомой.
Анализ научных исследований последовательностей мтДНК древней и современной Европы (проведён в 2006 году) показал разные модели для разных периодов времени, отобранных в ходе исследования. Полученные результаты свидетельствуют о том, что в Европе кроме южного рефугиума во Франко-Кантабрийском регионе во время последнего ледникового максимума, возможно, существовал северный рефугиум.
Другие[какие?] исследования показали генетическую связь между населением Британских островов и басками с эпохи бронзы.

### Нижний палеолит
Нижний палеолит охватывает историю распространения гоминид вплоть до появления в Европе неандертальцев.
Кремнёвые орудия и зубы грызунов из тех же слоёв, таких как окаменелости водной полёвки Mimomys savini и водяной крысы рода Arvicola, найденные в прибрежных россыпях Хепписберга (en:Happisburgh) в Норфолке и Пейкфилда в Саффолке, свидетельствуют, что гоминиды появились на территории современной Британии примерно 700 тыс. лет назад. В то время, Южная и Восточная Англия были связаны с континентальной Европой широкой сушей (Доггерленд), позволявшей людям свободно передвигаться. Современный Ла-Манш был большой рекой, которая текла на запад и имела притоки, позднее ставшие Темзой и Сеной. Реконструкция древнего ландшафта и климата позволяет также реконструировать маршруты первых мигрантов в Британию, которая в то время была полуостровом Евразийского континента. Археологи нашли ряд древних стоянок, расположенных по маршруту бывшей реки Байтем, которые указывают, что река была использована как первоначальный маршрут на запад, в Британию. На размытом морем берегу у Хейсборо (Норфолк, Англия) найдены отпечатки человеческих ног. Они являются старейшими отпечатками ног, найденными за пределами Африки (возраст оценивается 850 000—950 000 лет), и, вероятно, связаны с видом Homo antecessor. Эти ранние визиты были мимолетными, холодные ледниковые периоды неоднократно вытесняли население из Северной Европы.
О повторном заселении Британии в период между 560 000 и 620 000 л. н. (морская изотопная стадия MIS 15) свидетельствуют остроконечные отщепы и бифасы (ручные рубила), найденные в русле древней реки на участке Кентербери (Кент). Предположительно к этому же периоду относятся артефакты из нескольких участков в Саффолке.
Находки в Боксгроув в Суссексе свидетельствуют о прибытии гейдельбергского человека около 480 тыс. лет назад. Эти гоминиды изготавливали ашельские кремнёвые орудия (ручные топоры) и охотились на крупных местных млекопитающих. Они загоняли слонов, носорогов и бегемотов на вершины скал или на болота, чтобы легче их было убить.

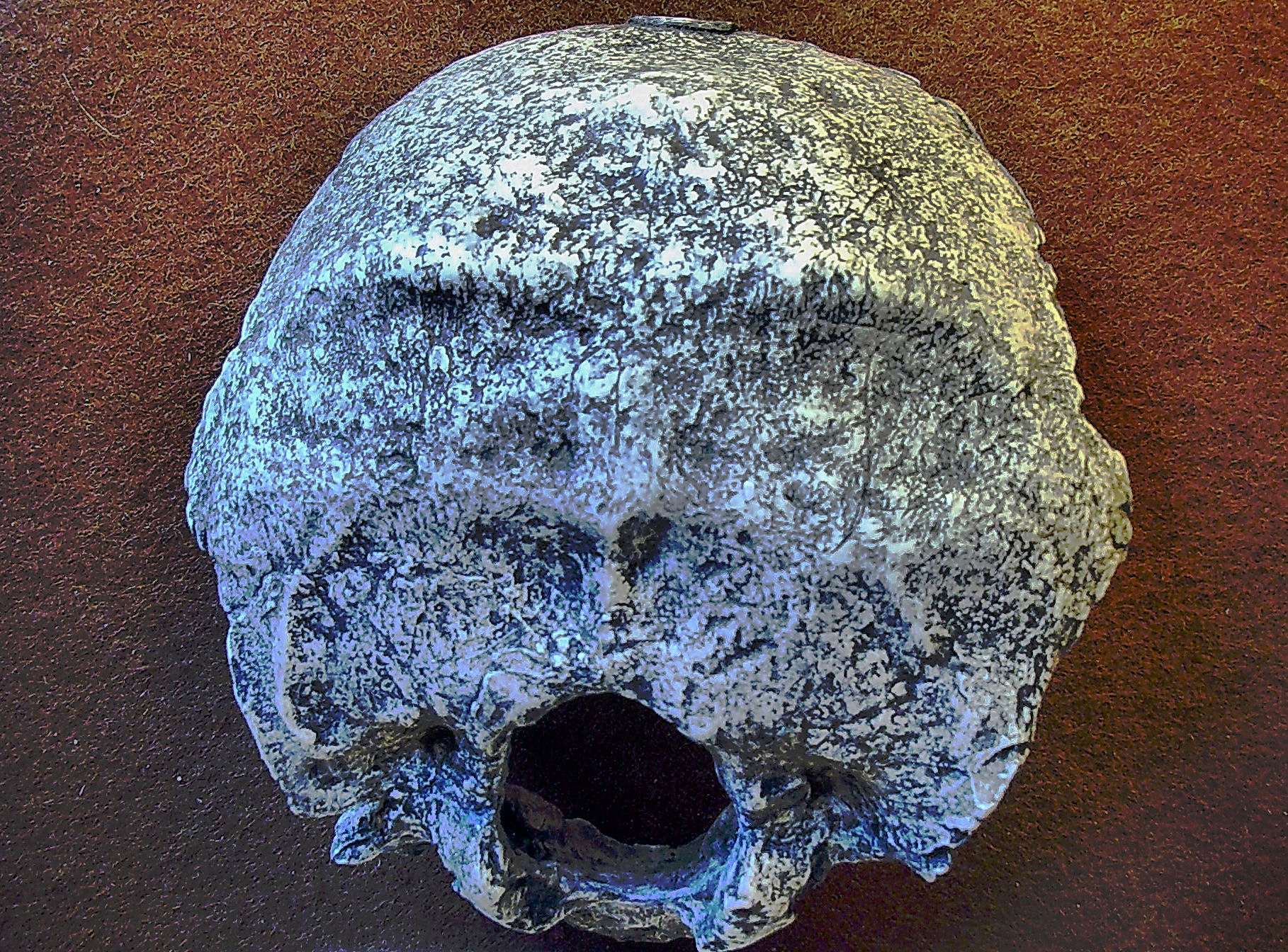
Задняя часть черепа человека из Сванскомба (копия)

Останки женщины из местонахождения Сванскомб в Сванскомбе датируется возрастом ок. 400 тыс. лет.
Свидетельства использования огня человеком в местонахождении Бичс Пит (Beeches Pit) в Саффолке (Англия) имеют возраст 300—400 тыс. лет.
Крайние холода английской стадии оледенения заставили гоминид покинуть территорию современной Британии. Английская стадия следует за кромерской стадией (морские изотопные стадии MIS 19–MIS 13) и предшествует хокснийской стадии на Британских островах, корреллируя с морской изотопной стадией MIS 12, которая началась около 478 000 л. н. и закончилась около 424 000 лет назад.
Британия оставалась безлюдной вплоть до наступления хокснийской стадии. Этот тёплый период длился с 424 000 до 374 000 л. н. К этому времени относится развитие клектонской культуры, прекрасным примером которой является Саутфлит-Роуд в Кенте. Эта культура весьма широко представлена находками, однако остаётся неопределённым временное соотношение существования клектонской и ашельской культур.
Кремнёвый топор из Уэст-Тофтса (West Tofts) в Норфолке возрастом 250 000 лет назад имеет в центре ископаемую раковину гребешка — двустворки Spondylus spinosus из мелового периода. Примерно того же возраста рубило с окаменевшим морским ежом Conulus.
На этот период приходится также индустрия Леваллуа, которая, возможно, была привнесена мигрантами из Африки. Однако находки в Сванскомбе и Ботани-Пит свидетельствуют скорее о европейском, чем африканском происхождении индустрии Леваллуа. Распространение более развитых технологий сделало охоту более эффективной и позволило обитателям Британии относительно беспроблемно просуществовать до следующего похолодания — Уолстонского этапа, (352 000 — 130 000 лет назад).
Существует мало свидетельств поселений гоминид на следующем, Ипсвичском этапе в промежутке между 130 000 и 110 000 лет назад. Подъём уровня моря и, вследствие, отделение Британии от материка, возможно, объясняет снижение численности населения и уменьшение археологических находок характерных для этого времени.

### Средний палеолит
(примерно с 200 000 до 40 000 лет назад)
180 000 — 60 000 лет назад нет никаких свидетельств о заселении человеком Британии. Неандертальцы начали заселять Британию около 40 000 лет назад.

### Верхний палеолит
(около 40 000 — 10 000 лет назад)
Этот период часто делится на три подпериода: ранний верхний палеолит (перед началом ледникового периода), средний верхний палеолит (ледниковый период), и поздний верхний палеолит (после окончания ледникового периода).
Кентский человек (en:Kent's Cavern 4 (KC4) Maxilla) из Кентской пещеры в Девоншире (Англия) датируется возрастом 41,5—44,2 тыс. лет назад. Доказательства заселения неандертальцем территорий Британии весьма ограничены. Начиная с 30 000 л. н. появляются первые находки деятельности Homo sapiens — ориньякская культура. Наиболее известным примером этого периода является захоронение «Красная дама из Пэйвиленда» (в настоящее время установлено, что это был мужчина) на территории современного побережья юга Уэльса (26 350 ± 550 лет до настоящего времени, OxA-1815). Последний ледниковый максимум пришёлся на промежуток 22 000 и 13 000 л. н., его называют димлингтонская стадия. Похолодание возможно снова заставило людей оставить Британию и следовать, по возникшей суше, на юг, к сегодняшней Франции и Иберии. Находки в пещере Хау в Сомерсет от 12 000 г. до н. э. являются доказательством того, что люди вернулись в Британию в конце этого ледникового периода, в теплый период известный как Димлингтонский интерстадиал, хотя дальнейшие похолодания, возможно, снова заставили мигрировать людей. Окружающая среда в течение ледникового периода была в значительной степени безлесной тундрой, потепление до 17 °C привело к распространению берёзы, кустарников и травы.
Первую отличительную культуру верхнего палеолита в Великобритании, археологи называют кресвельская культура. Характерные орудия, по которым диагностируется культура — трапециевидные рубила, названные «чеддеровские наконечники» (Cheddar points), а также их разновидности, известные как «кресвельские наконечники» (Creswell points) и меньшие рубила. Среди других видов орудий встречаются скребки, изготовленные из длинных прямых рубил.
Другие находки в контексте кресвельской культуры включают балтийский янтарь, кость мамонта, зубы и кости других животных. Они использовались для изготовления гарпунов, шил, бус и игл. В пещере Хау в Сомерсете и в Кентской пещере в Девоншире были найдены необычные конические стержни из мамонтовой кости.
Двадцать восемь археологических раскопов, где выявлены «чеддеровские наконечники», известны в Англии и Уэльсе, но до настоящего времени они не обнаружены на территории Шотландии и Ирландии, которые, как предполагается, были колонизированы людьми позже. Большинство кресвельских памятников обнаружены в пещерах, однако последние находки свидетельствуют о деятельности на открытом воздухе, а также о том, что кремнёвые орудия могли пройти путь в 150 км от места добычи камня. Некоторые из кремней в пещере Хау происходят из Вейл-оф-Пьюси в Уилтшире, а не местные морские раковины и янтарь — с побережья Северного моря, что также говорит о высокой мобильности населения. Это напоминает памятники Мадленской культуры в других местах Европы и может свидетельствовать о наличии широкого обмена ресурсами между разными территориями в те времена.
Среди животных, которых употребляли в пищу кресвельцы, были дикий конь (equus ferus), марал (Cervus elaphus), арктический заяц, мамонт, сайга, тур, медведь, рысь, лисица и т. д.
У человека из пещеры Гоф (PV M 96544, номер раскопок GC 87 (60), 14 840–14 680 лет до настоящего времени) определили митохондриальную гаплогруппу U8a. Гаплогруппа U8a ранее не была обнаружена у британских ранних доисторических людей, но была идентифицирована у людей мадленской культуры в других странах Европы, например, в Холе-Фельсе (Hohle Fels 49) и Брилленхёле (Германия) и у человека Goyet Q2 из пещеры Гойе в Бельгии. У человека из пещеры Кендрика (Kendricks_074, 11 905 ± 50 лет до настоящего времени) определили митохондриальную гаплогруппу U5a2. Ранее было обнаружено, что ряд британских мезолитических людей имели митохондриальную гаплогруппу U5, в том числе один из Кентской пещеры, который также был определён как U5a2.

## Мезолит
(около 10 000 до 5500 лет назад)
Около 10 000 лет назад ледниковый период закончился, и началась эпоха голоцена. Температура поднялась, вероятно, до нынешнего уровня, и территория, занимаемая лесами, расширилась. Около 9500 лет назад из-за повышения уровня моря, вызванного таянием ледников, Британия была отделена от Ирландии, а примерно 6500 — 6000 г. до н. э. Британия была отделена и от континентальной Европы. Теплый климат изменил окружающую среду на сосновые, берёзовые и ольховые леса; этот менее открытый пейзаж был менее благоприятен для больших стад оленей и диких лошадей, которые раньше избегали людей. К этим животным в рацион питания населения добавились свиньи и другие стадные животные, такие как лоси, олени, косули, дикие кабаны и зубры. Это потребовало других методов охоты. Тонкие микролиты изготовлялись для применения на гарпунах и копьях. Появились новые деревообрабатывающие инструменты, такие как тесак, хотя некоторые типы кремнёвых лезвий остаются похожими на своих предшественников палеолита. Была одомашнена собака с её преимуществами во время охоты среди водно-болотных угодий. Вполне вероятно, что эти экологические изменения сопровождались социальными изменениями. Люди мигрировали и заселили земли на далеком севере Шотландии в это время. Находки британского мезолита найдены в Мендип, Стар-Карр в Йоркшире и на острове Оронсей (Внутренние Гебриды). Раскопки в Ховик, Нортумберленд обнаружили останки большого кругового здания 7600 г. до н. э. которое интерпретируется как жильё. Ещё один пример находок — Дипкар, Шеффилд. Древнейшие британцы мезолита были кочевниками, которые позднее были вытеснены полуоседлым и оседлым населением. В пещере Эвелайнс-Хол (Aveline’s Hole) захоронены 50 человек. На территории Уэльса в районе Руддлан возраст древнейшего мезолитического памятника (лагерь охотников-собирателей) составляет 9220—9280±30 лет.

### Переход мезолит-неолит
Хотя во времена мезолита природа имела большие ресурсы, рост населения и успехи древних британцев в их эксплуатации в конце концов привели к их истощению. Останки лося времен мезолита, найденные в болоте в Пултон-ле-Филд, Ланкашир раненного охотниками и трижды спасшегося, свидетельствует об охоте в период мезолита. Некоторые сельскохозяйственные культуры и домашние животные были интродуцированы в Британии ок. 4500 лет до н. э. по крайней мере частично из-за потребности в надёжных источниках питания. Охота как образ жизни сохранялась в эпоху неолита на первом месте. Другие элементы неолита — такие, как керамика, наконечники стрел в форме письма и полированные каменные топоры, были известны и ранее. Климат продолжал теплеть во время позднего мезолита, и поэтому сосновые боры сменились лесами.
В 1997 году был сделан ДНК-анализ зуба мезолитического Чеддарского человека, жившего примерно 7150 году до н. э. (10—9 тыс. л. н.) в пещере Гофа (en:Gough's Cave) в ущелье Чеддар. Его митохондриальная гаплогруппа U5 (субклад U5b1) встречается у 11 % людей современных европейских народов. Определена Y-хромосомная гаплогруппа I2a2 (xI2a2a, I2a2b) или I2a1b*-Y10705>I2a1b2a-S2524>S2524* (ISOGG 2018). Секвенирование полного генома «человека из Чеддара» показало, что он был темнокожим, темноволосым и голубоглазым.
Около 6000 года до н. э. вследствие глобального потепления и постепенного повышения уровня океана происходит гигантский оползень Стурегга, приведший к цунами, затопившему все прибрежные территории Британии и, как полагают, уничтожившему там всё население. По одной из версий, эта природная катастрофа также привела к относительно быстрому, в течение нескольких столетий, исчезновению Доггерленда — перешейка, соединявшего Британию с континентальной Европой. Другая, более распространённая версия, предполагает постепенное затопление Доггерленда вследствие повышения уровня моря и опускания земной коры, которое продолжается и сейчас в Нидерландах.

## Неолит
На Британских островах постоянное население было полностью заменено населением со смешанным происхождением от земледельцев и охотников-собирателей, относящихся к иберийскому неолиту.
Неолит Британии был временем одомашнивания растений и животных. Сегодня ведётся диспут между сторонниками идеи только заимствования культуры земледелия в континентальной Европе и сторонниками теории введения новейшей агрокультуры путём завоевания и смены коренного населения.
Анализ митохондриальной ДНК современного европейского населения показывает, что более 80 % происходят по женской линии от европейских охотников-собирателей. Менее 20 % происходят по женской линии от неолитических земледельцев из стран Ближнего Востока и из следующих их миграций. Их доля в Британии меньше — около 11 %. Начальные исследования показывают, что эта ситуация с отеческой Y-хромосомой ДНК, колеблется от 10-100 % по всей стране, и значительно выше на востоке. Исследователи из Стэнфордского университета обнаружили культурные и генетические доказательства того, что миграция хотя бы частично является причиной неолитической революции в Северной Европе (в частности Британии) 
Анализ пыльцы показывает, что леса в тот период сокращались, а площадь пастбищ увеличивалась, при этом существенно сокращается распространение вяза. Зимняя температура в среднем была на 3 °C холоднее, чем в настоящее время, однако среднегодовая температура примерно на 2,5 °C градуса выше.
Во времена неолита получила развитие монументальная архитектура. Почитание культа предков могло быть связано с крупномасштабными социальными и идеологическими переменами, связанные с новой интерпретацией времени, происхождения, общества и личности.
В любом случае, неолитическая революция привнесла оседлый образ жизни, что, в конечном итоге привело к расслоению общества на различные группы земледельцев, ремесленников и вождей. Леса уничтожались ради расчистки площади под выращивание зерновых и животноводство. Обитатели Британии в то время держали крупный рогатый скот и свиней, тогда как овцы и козы, а также пшеница и ячмень были завезены позднее с континента. Однако, в отличие от континента, в Англии обнаружены лишь немногочисленные неолитические поселения на открытой местности. В британском неолите всё ещё преобладали пещерные поселения.
Строительство первых земляных валов в Британии началось в начале неолита (около 4400 до н. э. — 3300 до н. э.) в форме длинных курганов, которые использовались для общественных захоронений и первых насыпных лагерей, которые имеют параллели на континенте. Длинные курганы возможно имеют происхождение от неолитических длинных домов, хотя находки длинных домов в Британии представлены лишь несколькими примерами. Каменные дома на Оркнейских островах, например в Скара-Брей, являются прекрасным примером зарождения поселения в Великобритании. Свидетельства о росте мастерства найдены в Свит-Трек — самая древняя дорога с деревянной мостовой в Северной Европе, построена на болотах Сомерсет-Левелз и датируется 3807 до н. э. Листовидные наконечники стрел, гончарные круги и начало производства полированных топоров являются общими показателями этого периода. Доказательства использования коровьего молока обнаружены при анализе содержимого керамических находок возле Свит-Трек.
У двух мегалитчиков (Sk.4/799 и Sk.1/880, 3762—3648 лет до н. э.) из Трампингтона на окраине Кембриджа (графство Кембриджшир, Восточная Англия) определены митохондриальная гаплогруппа K1a+195 и Y-хромосомная гаплогруппа I2d-Y3709 или I2a2a (ISOGG), которая имеет современное распространение в основном в Великобритании и Ирландии. У обоих братьев были карие глаза, коричневые/тёмно-коричневые волосы и промежуточная кожа. По аутосомам оба индивида на графике PCA объединяются вместе с ранее опубликованными неолитическими индивидами из Великобритании, Иберии и Швеции. У ранненеолитических образцов из погребения Hazleton North в Глостершире определили Y-хромосомные гаплогруппы I2a1b1a1a1-L1195 (13), I2a1b1a-CTS616/CTS9183 (1), I2a1a1b-S21825 (1) и митохондриальные гаплогруппы H1, U5, W1, K1d, K2b1, N1b1b, V и некоторые другие.
Британская BBC с ссылкой на новое исследование ДНК, опубликованное в Nature Ecology and Evolution, сообащает, что неолитическое на население Англии (предки строителей Стоунхенджа) были потомками европейских земледельцев, переселившихся в Англию около 4000 до н.э., чьи предки вышли из Анатолии (современная Турция).
Исследование показало, что предки людей, построивших Стоунхендж, путешествовали на запад через Средиземное море, прежде чем достичь Британии...Неолитические жители произошли от населения, пришедшего из Анатолии (современная Турция), которое переселилось в Иберию, прежде чем отправиться на север...Миграция в Британию была лишь частью общей массовой экспансии людей из Анатолии в 6000 г. до н. э., которая привела к появлению сельского хозяйства в Европе.
В среднем неолите (около 3300 до н. э. — 2900 до н. э.) была разработана технология кругов (Cursus), а также камерные захоронения, типа Мейсхау. Появляются ранние каменные круги и отдельные захоронения.
Желобковая керамика появляется в то же время. Также были построены изгороди, наряду с параллельно стоящими каменными рядами. Известные места Стоунхендж, Эйвбери и Силбери-Хилл достигли своего расцвета. Промышленные центры добычи кремня, такие, как на Сиссбери и Граймс-Грейвс свидетельствуют о начале торговли на далёкие расстояния.

## Медный век

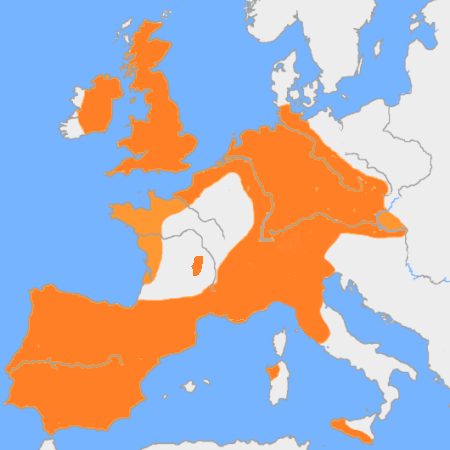
Распространение колоколовидных кубков

В археологической литературе выделен лишь недавно, начиная с 2000 г. Это связано с его относительной краткостью (около 2500—2150 гг. до н. э.) и относительно небольшим числом находок, в связи с чем археологи предпочитали рассматривать его как финальную стадию неолита или начало бронзового века. Тем не менее, последние данные указывают на резкие отличия данного периода от неолита — он характеризуется притоком многочисленных инноваций из континентальной Европы, в том числе колоколовидных кубков нидерландской разновидности.
Культура колоколовидных кубков появляется в Англии около 2475—2315 до н. э. рядом с плоскими топорами и погребениями с трупоположением. Люди указанного периода также создали немало других известных доисторических памятников, в частности, Стоунхендж (только последний этап сооружения) и Сихендж. Считается, что вместе с культурой колоколовидных кубков иберийского происхождения в Британию проникла металлургия.

## Бронзовый век
(около 2200 до 750 до н. э.)
Этот период можно разделить на ранний этап (2300 до 1200) и поздний этап (1200—700). Приблизительно с 2150 до н. э. начинается изготовление бронзовых изделий. С этого времени начинается бронзовый век Британии. В течение следующего тысячелетия бронза постепенно заменила камень в качестве основного материала для инструментов и оружия.
В Англии имелись крупные и легко доступные запасы олова на территории Корнуолла, Девона и на юго-западе, поэтому там была начата добыча олова. Около 1600 до н. э. юго-запад Англии переживает торговый бум — британское олово экспортируется по всей Европе, об этом свидетельствуют порты, найденные на юге Девона — Бэнтем и Монт-Баттен. Медь добывалась в Грейт Оурм в Северном Уэльсе.

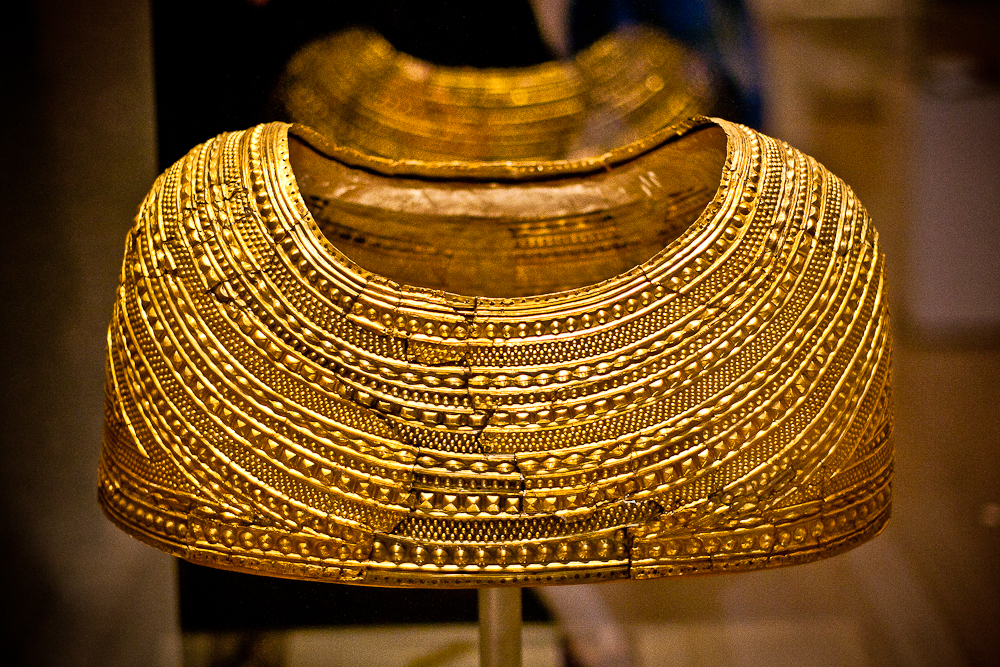
Пелерина из Молда

Ремесленники культуры колоколовидных кубков также производили искусные украшения из золота — они найдены, например, в захоронениях Уэссекской культуры в центре южной Англии.
Британцы во времена ранней бронзы хоронили своих умерших в курганах, часто рядом с телом клали колоколовидный кубок. Позже получила распространение кремация, и в урнах с пеплом умерших находят кинжалы. Люди указанного периода также создали Стоунхендж (только последний этап сооружения) и Сихендж. Крупный кромлех (каменная композиция) найдена в Дартмуре.
Люди бронзового века жили в круглых домах. Их рацион составлял крупный рогатый скот, овцы, свиньи и олени, а также моллюски и птицы. Добывалась соль. Водно-болотные угодья были источником дичи и камыша.
Имеются археологические данные о крупномасштабных разрушениях, свидетельствующие, по мнению некоторых учёных, о вторжении (или хотя бы миграции) в южной Британии около 12 века до н. э. (см. Катастрофа бронзового века). Некоторые учёные считают, что Британию в это время заселили кельты.
Палеогенетическое исследование Паттерсона с соавторами выявило миграцию в южную Британию в течение 500-летнего периода 1300—800 гг. до н. э. Пришельцы были генетически похожи на древних людей из Галлии и имели более высокий уровень предкового компонента «ранние европейские земледельцы», чем у предыдущей волны миграции. В течение 1000—875 гг. до н. э. их генетический маркер быстро распространился по южной Британии, составив около половины родословной последующих людей железного века в этой области, но не в северной Британии. «Доказательства свидетельствуют о том, что генетическая структура населения изменилась не из-за насильственного вторжения или единичного миграционного события, а в результате устойчивых контактов между Британией и материковой Европой в течение нескольких столетий, таких как перемещение торговцев, смешанные браки и мелкомасштабные перемещения семейных групп». Авторы описывают это как «вероятный вектор распространения ранних кельтских языков в Британию». В период железного века миграция в Британию была гораздо меньше, поэтому вполне вероятно, что кельтский язык достиг Британии раньше этого времени. Исследование также показало, что переносимость лактозы быстро возросла в Британии раннего железного века, за тысячу лет до того, как она получила широкое распространение в континентальной Европе; это говорит о том, что в то время молоко стало очень важным продуктом питания в Британии.

## Железный век
(около 750 до н. э. — 43 г. н. э.)

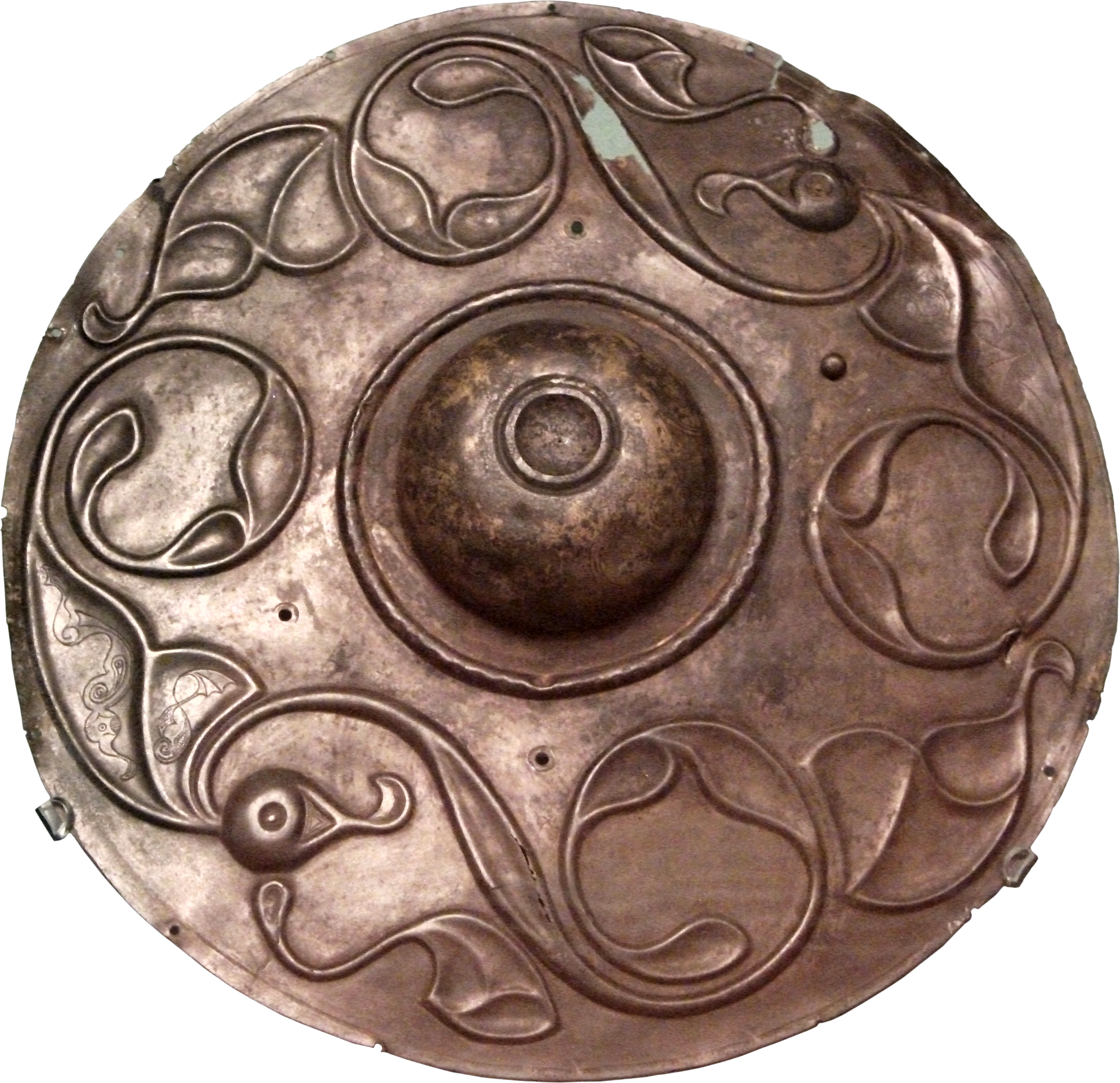
Уондсуэртский щит в латенском стиле, II век до н. э.

Примерно в 750 г. до н. э. в Британию попала технология обработки железа из Южной Европы. Железо прочнее бронзы и более распространено, его применение положило начало железному веку. Обработка железа изменила многие аспекты жизни, главным образом в сельском хозяйстве. Плуги с железными наконечниками могли вспахивать землю значительно быстрее и глубже, чем с деревянными или бронзовыми, а железный топор значительно эффективнее вырубал лес для ведения сельского хозяйства. Существовавший ландшафт состоял из пашней, пастбищ и управляемых лесов. Многие поселения были замкнуты, поэтому управление землёй имело важное значение.
Самый старый сохранившийся человеческий мозг, найденный в Британии, датируется возрастом 673—482 лет до н. э. (калиброванная дата). Секвенирование образцов ДНК из головного мозга с участка А1, Хеслингтон-Ист в Йорке дало близкое совпадение с гаплогруппой J1d, определённой всего у нескольких жителей Тосканы и Ближнего Востока и не идентифицированной в Великобритании. С помощью методов протеомики удалось обнаружить два специфичных для мозга белка — липофилин и клаудин-11.
К 600 году до н. э. большинство людей, населявших западную часть Британских островов, разговаривало на различных диалектах кельтских языков. Среди них были опытные ремесленники, которые кроме оружия и орудий труда из бронзы начали производить ювелирные украшения из золота со сложными узорами. Вопрос о том были ли британцы железного века «кельтами» обсуждался такими учёными, как Джон Коллис и Джеймс Саймон, которые активно выступали против идеи «кельтской Британии», поскольку в настоящее время этот термин применяется только к народу в Галлии. Однако, более поздние названия поселений и племён свидетельствуют о том, что на кельтском языке разговаривали[где?]. Название народа «Претани» (Pretanni), данное путешественником Пифеем, было цитировано последующими классическими авторами. Термин «Кельтские языки» продолжает использоваться лингвистами для описания языковой группы, включающей в себя как древние языки Западной Европы, так и такие современные языки как валлийский.
В железном веке британцы жили организованными племенными группами под управлением вождей. Поскольку население становилось все многочисленнее, временами вспыхивали межплеменные войны. Это и является основным объяснением причин строительства укреплённых поселений — городищ. Впрочем, размещение некоторых городищ по сторонам холмов ставит под сомнение их оборонное значение и такие поселения могли бы быть либо увеличивающимися общественными землями, либо «элитными», либо простыми ограждениями для скота. Хотя первое построенное городище относят к около 1500 г. до н. э., городища достигли своего расцвета во время позднего железного века. В Британии найдено более двух тысяч городищ времен железного века.
Примерно к 350 году до н. э. многие городища были заброшены, оставшиеся были усилены. Согласно Пифею, британцы славились выращиванием пшеницы. Огромные хозяйства позволяли выращивать пшеницу в промышленных масштабах, а в римских источниках отмечается, что британцы экспортировали охотничьих собак, шкуры животных и рабов.

### Поздний железный век
Последние века до римского вторжения наблюдался приток с Рейна беженцев-германцев из Галлии (территория современных Франции и Бельгии), которые оставляли Римскую империю около 50 года до н. э. Они поселились в районе Портсмута и Винчестера. Племя, известное как паризеи, имевшее культурные связи на континенте, поселилось на северо-востоке Англии.
Начиная примерно с 175 года до н. э., районы Кента, Хартфордшира и Эссекса, воспринимают передовые гончарное навыки. Племена юго-восточной Англии, бывшие частично романизированными, создают первые поселения (oppida) достаточно большие, чтобы назваться городами.
Последние века до римского вторжения связаны с ухудшением условий жизни в Британии. Около 100 года до н. э., железные прутья стали использовать в качестве денег. Процветала внутренняя торговля и торговля с континентальной Европой, главным образом благодаря большим запасам полезных ископаемых Британии. Чеканка была разработана на основе континентального типа, но с именами местных вождей. Чеканка происходила на юго-востоке Англии, но не в Думнонии на Западе.
После начала распространения Римской империи на север Рим начал проявлять растущий интерес к Британии. Это могло быть вызвано притоком беженцев из римских территорий оккупированной Европы в Британию, или же большими запасами полезных ископаемых.